# Route Crowsnest
La route Crowsnest (Crowsnest Highway en anglais) est une route s'étendant d'ouest en est en Colombie-Britannique et en Alberta au Canada sur 1 161 km dans le Sud des deux provinces à partir de Hope jusqu'à Medicine Hat en traversant les Rocheuses canadiennes. Il s'agit du lien routier le plus court entre les Basses-terres continentales en Colombie-Britannique et le Sud-Est de l'Alberta. Elle suit grossièrement le chemin tracé lors de la ruée vers l'or par l'ingénieur Edgar Dewdney au milieu du XIXe siècle. Elle tire son nom du col Crowsnest (« nid de corbeau » en anglais) qui correspond à l'endroit où la route traverse la ligne continentale de partage des eaux entre la Colombie-Britannique et l'Alberta.
En Colombie-Britannique, la route Crowsnest se situe entièrement en région montagneuse et elle est également connue sous le nom de Southern Trans-Provincial Highway. En Alberta, elle se situe en région montagneuse dans l'Ouest, mais elle passe graduellement aux prairies en se dirigeant vers l'est. Elle fait partie de la Red Coat Trail et du corridor CANAMEX (en) entre l'{autoroute 2 près de Fort Macleod et la route 4 à Lethbridge.